# 알샤브 스타디움
알샤브 스타디움(아랍어: ملعب الشعب, 영어: Al-Shaab Stadium)은 이라크 바그다드에 있는 다목적 경기장이다.
1966년 완공되었으며, 수용 인원은 40,000명으로 이라크 내에서는 바스라 스포츠 시티 다음으로 규모가 큰 경기장으로 알려져 있다. 이라크 정부에서 소유 및 관리를 담당하고 있다.